# Midden-Duits voetbalkampioenschap 1918/19
In 1918/19 werd het zeventiende voetbalkampioenschap gespeeld dat georganiseerd werd door de Midden-Duitse voetbalbond. Hallescher FC 1896 werd kampioen. Hoewel de Eerste Wereldoorlog inmiddels afgelopen was werd er nog geen eindronde om de Duitse landstitel gespeeld omdat slechts drie van de zeven overkoepelende voetbalbonden een competitie georganiseerd hadden.

## Deelnemers aan de eindronde
| Club                        | Gekwalificeerd als            |
| --------------------------- | ----------------------------- |
| Viktoria Stendal            | Kampioen van Altmark          |
| Viktoria Zerbst             | Kampioen van Anhalt           |
| Germania Halberstadt        | Kampioen van Harz             |
| Wacker Nordhausen           | Kampioen van Kyffhauser       |
| Preußen-Wacker Magdeburg    | Kampioen van Midden-Elbe      |
| SpVgg 1899 Leipzig-Lindenau | Kampioen van Noordwest-Saksen |
| Dresdner Fußballring        | Kampioen van Oost-Saksen      |
| Hallescher FC 1896          | Kampioen van Saale            |
| SpVgg Naumburg              | Kampioen van Saale-Elster     |
| Zwickauer SC                | Kampioen van West-Saksen      |
| SC Erfurt 1895              | Kampioen van Thüringen        |
| VfB 01 Chemnitz             | Kampioen van Zuidwest-Saksen  |
| VfB Leipzig                 | Titelverdediger               |

## Eindronde

### Kwalificatie
De kwalificatie werd op 18 en 25 mei gespeeld. 
| Team 1                   | Uitslag | Team 2                      |
| ------------------------ | ------- | --------------------------- |
| Hallescher FC 1896       | 8:1     | Viktoria Stendal            |
| Dresdner Fußballring     | 5:2     | SpVgg 1899 Leipzig-Lindenau |
| VfB Chemnitz             | 3:0     | Viktoria Zerbst             |
| VfB Leipzig              | 6:0     | Zwickauer SC                |
| Preußen-Wacker Magdeburg | 1:0     | Germania Halberstadt        |
| SpVgg Naumburg           | 3:1     | Wacker Nordhausen           |

SC Erfurt had een bye.

### Kwartfinale
|             |                      |       |                 |  |
| 1 juni 1919 | Dresdner Fußballring | 3 - 2 | VfB 01 Chemnitz |  |
| 1 juni 1919 |                      |       |                 |  |

|             |                    |       |                |  |
| 1 juni 1919 | Hallescher FC 1896 | 3 - 1 | SpVgg Naumburg |  |
| 1 juni 1919 |                    |       |                |  |

|             |             |       |                          |  |
| 1 juni 1919 | VfB Leipzig | 9 - 1 | Preußen-Wacker Magdeburg |  |
| 1 juni 1919 |             |       |                          |  |

SC Erfurt had een bye.

### Halve finale
|              |                    |       |             |  |
| 15 juni 1919 | Hallescher FC 1896 | 3 - 2 | VfB Leipzig |  |
| 15 juni 1919 |                    |       |             |  |

|              |                      |       |             |  |
| 15 juni 1919 | Dresdner Fußballring | 2 - 1 | VfB Leipzig |  |
| 15 juni 1919 |                      |       |             |  |

### Finale
|              |                    |       |                      |  |
| 22 juni 1919 | Hallescher FC 1896 | 2 - 1 | Dresdner Fußballring |  |
| 22 juni 1919 |                    |       |                      |  |